# Chỉ định giới tính
Chỉ định giới tính (tiếng Anh: Sex assignment hoặc Biological sex), hay còn được gọi là Chỉ định giới (tiếng Anh: Gender assignment) là hình thức xác định giới tính cho trẻ em sau khi chúng được chào đời. Việc xác định này có thể được thực hiện thông qua siêu âm. Trong hầu hết các ca sau sinh, bác sĩ sẽ xem xét cơ quan sinh dục của đứa bé và từ đó chỉ định giới tính cho chúng.
Giới tính được chỉ định sau sinh thường đồng nhất với các bộ phận và kiểu hình của cơ thể trẻ. Số lượng trẻ sinh ra là liên giới tính - khi mà các đặc điểm giới tính của chúng bị dị tật, không rơi vào định nghĩa điển hình của giới tính nam hay nữ được phát hiện từ khi chúng mới sinh ra - đã được báo cáo rằng chỉ có 0,018% khả năng xảy ra, nhưng thường được ước lượng là khoảng 0,02% có khả năng xảy ra. Số lượng các trường hợp trẻ em được sinh ra có bộ phận sinh dục bị dị tật, không rõ là nam hay nữ thường diễn ra trong khoảng 0,02% - 0,05%. Những trường hợp này khiến việc chỉ định giới tính trở nên phức tạp hơn. Ngoài ra, những trường hợp liên giới tính khác còn bao gồm những điển hình khác biệt của nhiễm sắc thể giới tính, tuyến sinh dục và nội tiết tố sinh dục. Việc củng cố hình thức chỉ định giới tính thông qua quá trình can thiệp y tế mà không có sự đồng thuận của cá nhân hoặc phụ huynh trẻ em thường được coi là xâm phạm nhân quyền của những người đó.
Hành động chỉ định giới tính thường đi kèm với mong đợi rằng bản dạng giới của đứa trẻ sẽ đồng nhất với cơ thể vật lý, giới tính được chỉ định và cách nuôi dạy. Kết quả một cuộc khảo sát ở nước Mỹ vào năm 2011, trên 99.7% bản dạng giới của đứa trẻ sẽ đồng nhất với giới tính chúng được chỉ định. Nếu như giới tính chúng được chỉ định không đồng nhất với bản dạng giới của mình, những cá nhân này sẽ là người chuyển giới hoặc những người không tuân theo vai trò giới (GNC). Giới tính được chỉ định của những đứa trẻ liên giới tính cũng có khả năng sẽ mâu thuẫn với bản dạng giới của chúng sau này.

## Các thuật ngữ liên quan
Chỉ định giới tính là hình thức gán giới tính cho trẻ em sau khi chúng trào đời. Một số các thuật ngữ có liên quan tới hình thức chỉ định giới tính bao gồm:
Được chỉ định là nam sau sinh (tiếng Anh: Assigned Male At Birth - AMAB): chỉ một người thuộc bất kể tuổi tác hay giới nào được xem là con trai sau khi ra đời. Từ đồng nghĩa: Male assigned at birth (MAAB) và Designated male at birth (DMAB).
Được chỉ định là nữ sau sinh (tiếng Anh: Assigned Female At Birth - AFAB): chỉ một người thuộc bất kể tuổi tác hay giới nào được xem là con gái sau khi ra đời. Từ đồng nghĩa: Female assigned at birth (FAAB) và Designated female at birth (DFAB).
Liên giới tính (tiếng Anh: Intersex), ở người và các loài động vật khác, mô tả sự đa dạng ở các đặc điểm giới tính của người (bao gồm các đặc điểm sinh dục sơ cấp, các đặc điểm sinh dục thứ cấp, nhiễm sắc thể giới tính, cơ quan sinh sản và nội tiết tố sinh dục) mà theo như Văn phòng Cao ủy Nhân quyền Liên Hợp Quốc mô tả rằng "không phù hợp vào quan niệm nhị nguyên của cơ thể nam hay cơ thể nữ". Những trường hợp này khiến việc chỉ định giới tính trở nên phức tạp hơn.
Người chuyển giới (tiếng Anh: Transsexual)là những người có bản dạng giới không đồng nhất với giới tính họ được chỉ định sau sinh. Thi thoảng, người chuyển giới có thể được gọi là transsexual nếu như họ mong muốn hoặc đã trải qua can thiệp y tế nhằm chuyển từ giới tính này sang giới tính khác.
Chỉ định lại giới tính (tiếng Anh: Sex reassignment): một hình thức chữa trị bao gồm các phương pháp tâm lý, y tế và ngoại khoa nhằm thay đổi các đặc điểm giới tính của một người.